# 皮西斯峰
皮西斯峰（Monte Pissis）是阿根廷拉里奧哈省的死火山，位於阿空加瓜山以北550公里，是西半球第三大高山。皮西斯峰位於極度乾燥的阿他加馬沙漠，只有冬天時峰頂才會下雪。1994年，阿根廷聲稱利用全球定位系統探測出皮西斯峰高6,882米，高於奧霍斯-德爾薩拉多山。2005年一名奧地利專家探測出是6,793米，這個高度其後獲智利和歐洲的探險隊確認。

## 外部連結
- Pissis on Summitpost （页面存档备份，存于）
- Pissis Jan-2008 climb on Distantpeak